# Feria Yucatán (Xmatkuil)
Feria Yucatán de Xmatkuil es un evento que se lleva a cabo durante el mes de noviembre en la localidad de Xmatkuil, ubicada en las cercanías de la ciudad de Mérida, Yucatán, México, que sirve de escaparate para presentar al público  los avances alcanzados en el desarrollo económico del estado de Yucatán en el ámbito de las actividades agropecuarias, industriales, artesanales y del sector de los servicios turísticos. Se presenta en una superficie de 77 ha, acondicionada ex profeso para tal fin, de igual manera se presentan artistas de gran nivel.

## Datos significativos

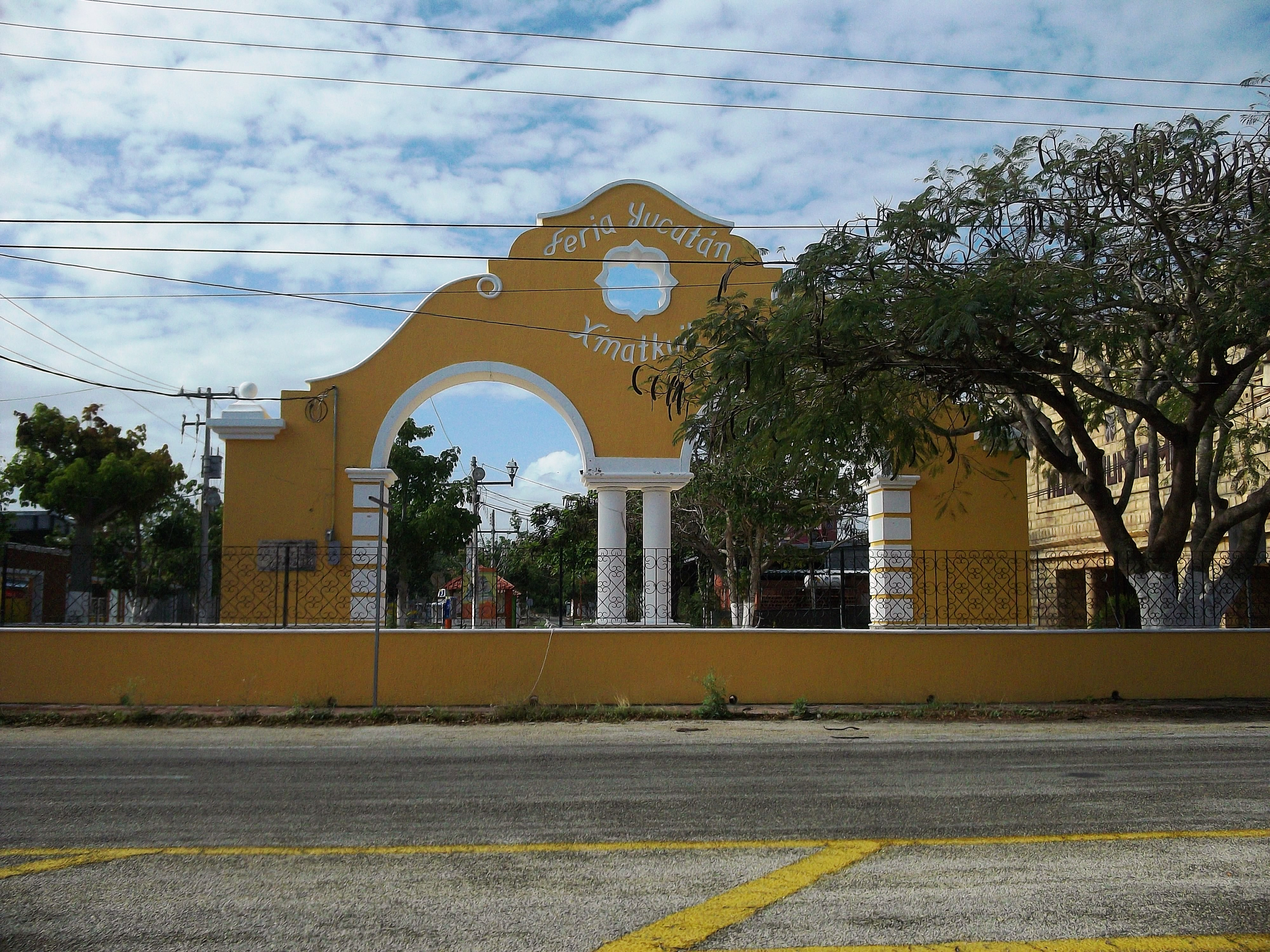
Sede de la Feria Yucatán de Xmatkui

La primera edición de la Feria Yucatán de Xmatkuil fue inaugurada el 8 de noviembre de 1974 ocupándose para ello 10 de las 20 hectáreas de la ex hacienda de X’matkuil. Recibió inicialmente el nombre de Primera Feria Nacional Agrícola, Ganadera, Industrial y Artesanal del Estado de Yucatán. Más tarde fue añadida una superficie de terreno colindante hasta alcanzar las 77 ha de que en la actualidad constan las instalaciones.
Desde entonces se ha realizado el evento anualmente lográndose incrementar significativamente la afluencia de visitantes año con año, hasta hacerla una feria de primera importancia en el estado de Yucatán y en la región peninsular del sureste mexicano. 
Participan en la feria expositores agrícolas, ganaderos, industriales, artesanales y de diversos servicios, así como las organizaciones empresariales involucradas, como las Cámaras de Comercio, de Transformación, del Vestido y el Centro Patronal.
Se presentan espectáculos artísticos; exposiciones caninas, equinas y ganaderas, competiciones de caballos, peleas de gallos y otros atractivos para el gran público.
Con el tiempo se han ampliado y modernizado las instalaciones que en la actualidad incluyen grandes estacionamientos, Restaurantes, stands ganaderos, palenque, área de Juegos Mecánicos de Espectaculares García, también Espectáculos Circenses, así como multitud de puestos comerciales. 
En 2008 el comité organizador de la feria se transformó en un Instituto Promotor de Ferias Yucatán que coordina, organiza y promueve la feria.
Hasta 2019, la feria se había llevado a cabo de manera ininterrumpida año tras año. Sin embargo, las ediciones de 2020 y 2021 no se pudieron celebrar por la Pandemia de COVID-19, la cual obligó a cancelar la feria en estos años y reanudarla hasta 2022, siendo las únicas ocasiones en las que la feria más importante del Estado de Yucatán no se realizó.

## Embajadora Yucatán Xmatkuil
A partir de 2024, en el marco del 50 Aniversario de la Feria, se realizó "Embajadora Yucatán", Certamen que busca integrar a los 106 municipios del estado en un concurso donde se elijan a la reina de la feria, misma que fungiría como representante de la Belleza y Juventud Yucateca, así como para apoyar durante un año en las labores de promoción cultura y turística de Yucatán. 
Durante la primera edición, se realizaron 3 semifinales, donde resultaron electas 15 candidatas, que recibieron a fondo una capacitación intensiva en áreas de Modelaje, Desenvolvimiento Escénico, Dicción y Comunicación y uso del Terno Yucateco.
La final efectuada el 8 de noviembre de 2024 en el Teatro del Pueblo de Xmatkuil, dejó como ganadora a Galilea Estefania Paredes Ortíz del municipio de Umán, misma que pasó a la historia como la Primera Embajadora Yucatán. 
Se espera que este certamen quede instituido como parte de las actividades de la Feria, tal y como en otros estado como Aguascalientes y Tabasco, quienes realizan sus certámenes "Reina de la Feria Nacional de San Marcos" y "La Flor más bella".